# Sculpture en bronze à Versailles sous Louis XIV

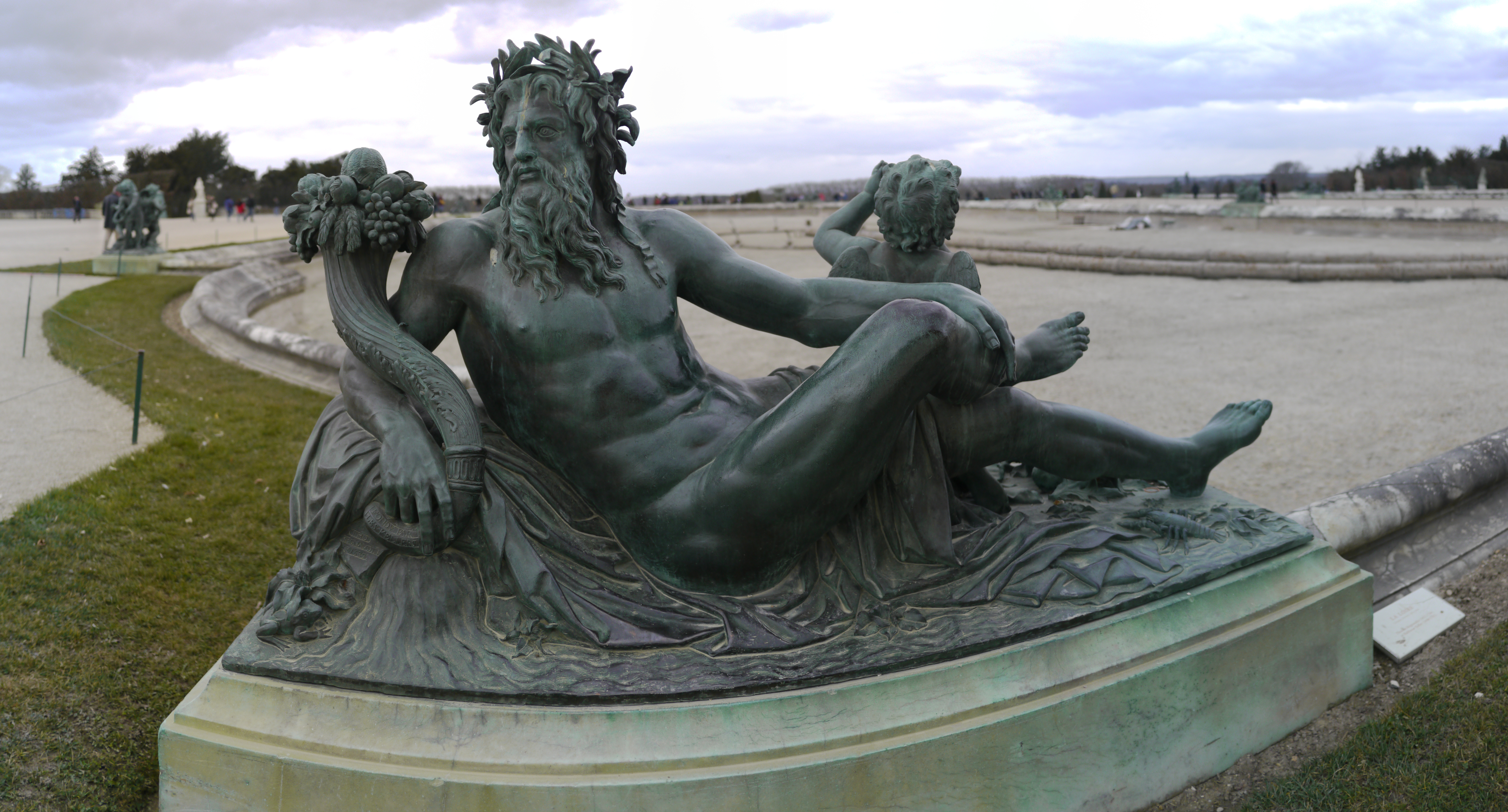
La figure de La Loire, de Thomas Regnaudin, fait partie de l'ensemble monumental de bronzes livrés
en 1685 pour le Parterre d'eau.

La sculpture en bronze à Versailles connaît un essor particulier en 1683 lorsque François Michel Le Tellier, marquis de Louvois, accède à la charge de surintendant des Bâtiments, Arts et Manufactures de France. Dans cette position lui donnant désormais la haute main sur la construction de Versailles, il encourage l'utilisation d'un matériau employé par les sculpteurs de la Grèce antique et propre à servir le prestige du roi.
Le développement de la statuaire en bronze concerne le palais mais aussi — et surtout — les jardins qui constituent, selon le mot de Pierre Lemoine, « le plus important musée de sculpture en plein air qui soit au monde ». L'ensemble monumental des vingt-quatre statues du Parterre d'eau, dont les bronzes furent livrés entre 1685 et 1691, témoigne de cette richesse.
Avant  que, dans la dernière période de son règne, Louis XIV oriente ses choix vers la sculpture religieuse, les premières années de contrats et commandes privilégient le thème antique. Encouragé par Louvois, ce thème rejoint le goût personnel du roi dont les choix esthétiques affirmés s'expriment dans une célèbre collection d'antiques.

## Contexte
La mort de Colbert, en 1683, et l’arrivée de Louvois à la surintendance des Bâtiments du roi opèrent un tournant dans l’histoire de la sculpture versaillaise. Une des nouveautés marquantes de ces années est la prolifération, à Versailles, de la statuaire en bronze. Une longue ère de paix s’installe après le traité de Nimègue de 1679 qui met fin à la guerre de Hollande. Les frères zurichois Jean-Jacques et Balthazar Keller, autrefois fondeurs de canons, entrent au service Louvois comme fondeurs d’art ; Balthasar Keller dirige pendant dix ans la fonderie de l’Arsenal devenue alors le siège d’une activité intense, placée sous la haute responsabilité de François Girardon. 

## «L'âge du bronze» dans les jardins
L’ère du bronze est inaugurée par un contrat conclu en décembre 1683 en vertu duquel Balthazar Keller s’installe dans les fonderies de l’Arsenal de Paris . Outre sa résistance, le bronze est un matériau prestigieux, son usage offre la vision d’une « Antiquité retrouvée » parfaitement conforme à l’ambition politique de Versailles comme nouvelle Rome.  

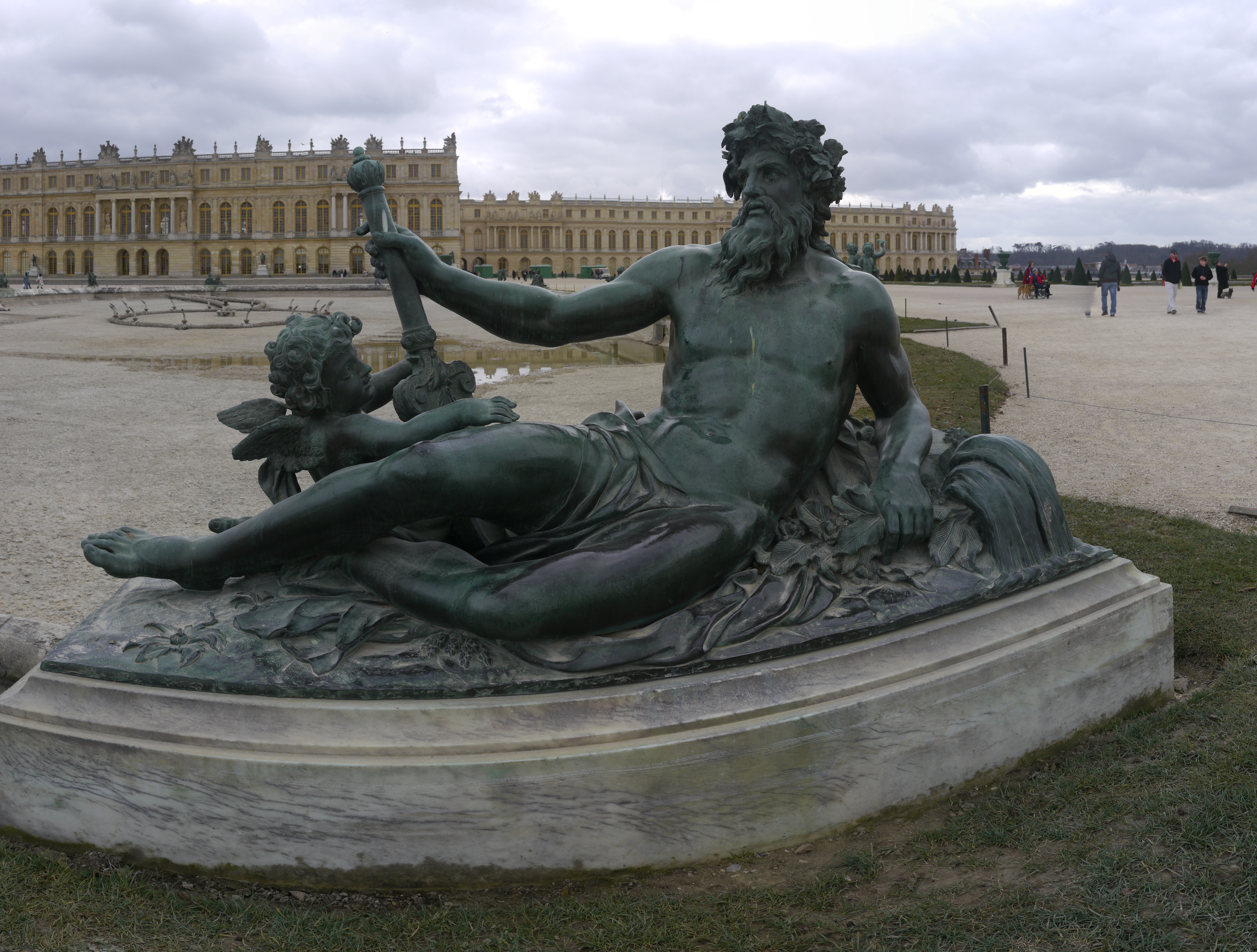
Le Rhône par Jean-Baptiste Tuby.

Encouragé par Louvois, « l’âge du bronze » atteint sa plus haute expression dans le Parterre d’eau. En 1685, huit sculpteurs sont chargés de fournir les modèles pour des groupes représentant les quatre grands fleuves de la France ainsi que leurs affluents, sans doute  l’ensemble de bronzes le plus complet et le plus audacieux des jardins. Il s’agit de : La Garonne  et  La Dordogne par Antoine Coysevox, ; Le Rhône  et La Saône par Jean-Baptiste Tuby ; La Seine et La Marne par Etienne Le Hongre . Le programme comprend aussi des nymphes : Nymphes aux oiseaux et Nymphe reposant sur un monstre  par Pierre I Legros ; Nymphe à la cruche et Nymphe à la corne d’abondance par Jean Raon ; Nymphe tenant des coraux et Nymphe tenant un parchemin par Philippe Magnier ; Nymphe et Zéphyr et Nymphe aux perles par Etienne Le Hongre. Les bronzes sont livrés entre 1688 et 1691 par Keller.
Pour orner les angles de chacun des bassins, les modèles de huit groupes de trois enfants sont fournis, également en 1685, par les sculpteurs Jacques Buirette, François Lespingola, Jean Dugoulon, Simon Mazière, Pierre Granier, Pierre Laviron, Pierre I Legros, Jean-Baptiste Poultier et Corneille Van Clève. Cependant la réalisation en bronze est confiée à quatre fondeurs : François Aubry, Bonvallet, Scabol, et Taubin. 

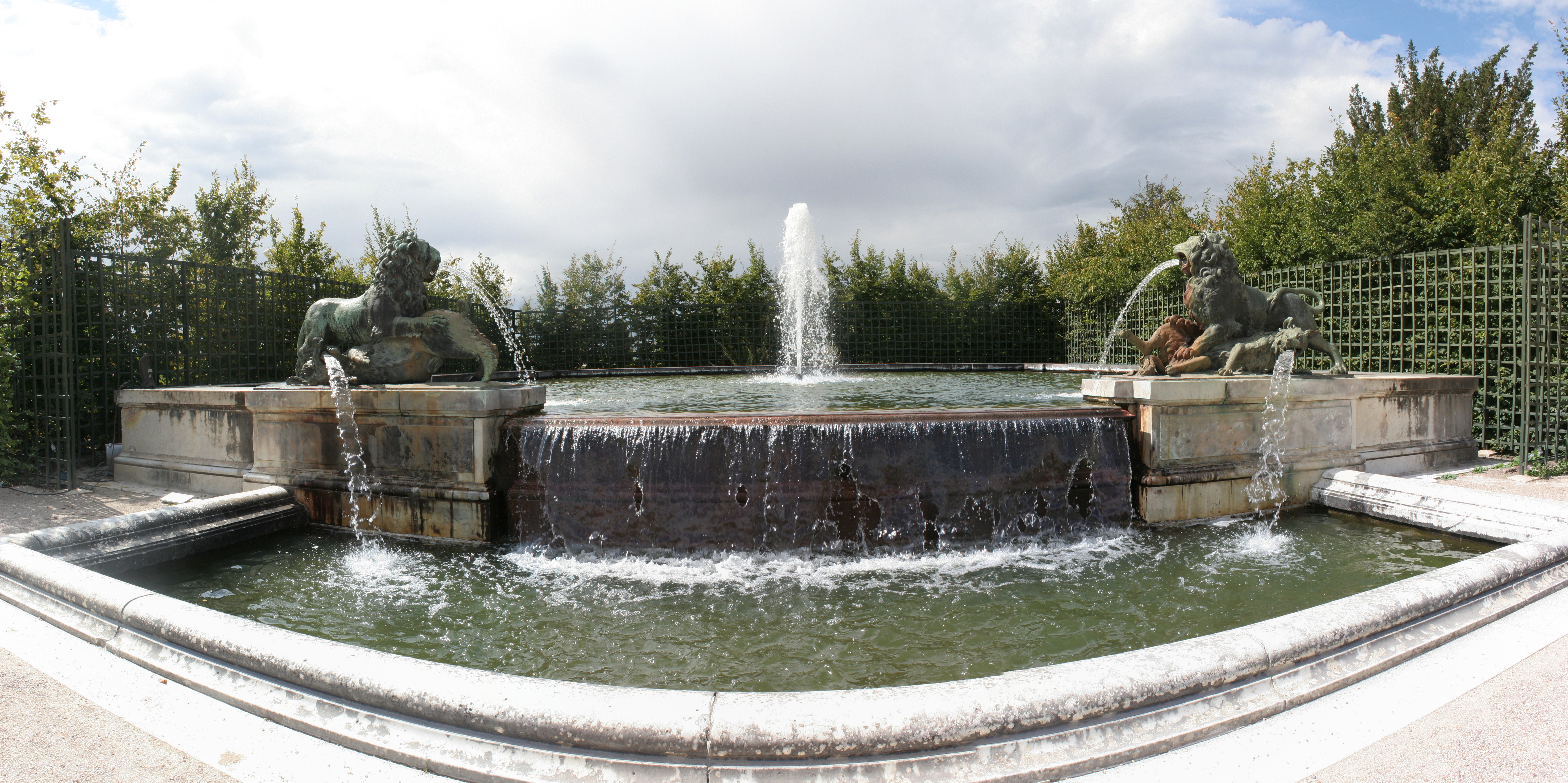
Lion terrassant un sanglier et Lion terrassant un loup de Jacques Houzeau.

Destinés à orner les deux fontaines édifiées en 1684 à l’ouest du Parterre d’eau par Jules Hardouin-Mansart, quatre groupes de Combats d’animaux sont commandés en 1685 aux sculpteurs Jacques Houzeau (Tigre terrassant un loup), Corneille Van Clève (Lion terrassant un sanglier) et Jean Raon (Lion terrassant un loup). Les bronzes furent livrés par Keller en 1687. Pour la première fois, le bronze se substitue au plomb pour former une fontaine dont l’eau anime la sculpture. Parallèlement à ce vaste chantier, il est décidé de remplacer plusieurs sculptures en plomb réalisées durant les deux dernières décennies par des œuvres en bronze. Initialement,  le projet concerne les sculptures des quatre bassins des Saisons, du bassin du Bain des Nymphes et de la fontaine de la Pyramide. Cependant, l’entreprise se limite aux groupes de l’Allée d’eau, les quatorze originels et les huit qui, en 1678-1680, sont venus les compléter vers le bassin du Dragon. Les fondeurs Varin, Langlois et Michel Monier se servent de modèles élaborés à partir des plombs pour couler leurs bronzes, qui sont installés entre 1684 et 1688, pouvant dès lors supporter des vasques de marbres. 
Une première série d’œuvres en bronze ornait déjà le parterre du Midi.1686, quatre imposantes statues fondues par Keller sont placées aux extrémités méridionales des deux terrasses latérales, face au départ de l'escalier des Cent Marches, avant d’être placés définitivement en 1701 le long de la façade occidentale du château . Il s’agit de copies de deux antiques du Belvédère, l’Apollon et l’Antinoüs, placés ensemble à l’ouest, et du Faune de la collection Borghèse et du Bacchus de Versailles, à l’est. Les creux et les plâtres sont pris sur les moulages d’antiques conservés aux magasins du roi et réalisés par des mouleurs spécialisés, principalement Guillaume Cassegrain, avant d’être acheminés jusqu’à l’Arsenal où sont effectuées les fontes. En 1684, Keller réalise une version en bronze de la Diane chasseresse dite de Versailles, joyau de la collection royale. Elle est placée dès 1685 au centre du parterre de l'Orangerie en rappel à l’original qui vient d’être installé dans la grande galerie du château, confirmant l’ambition politique propre à Versailles.

## Grands bronzes religieux de la fin du règne

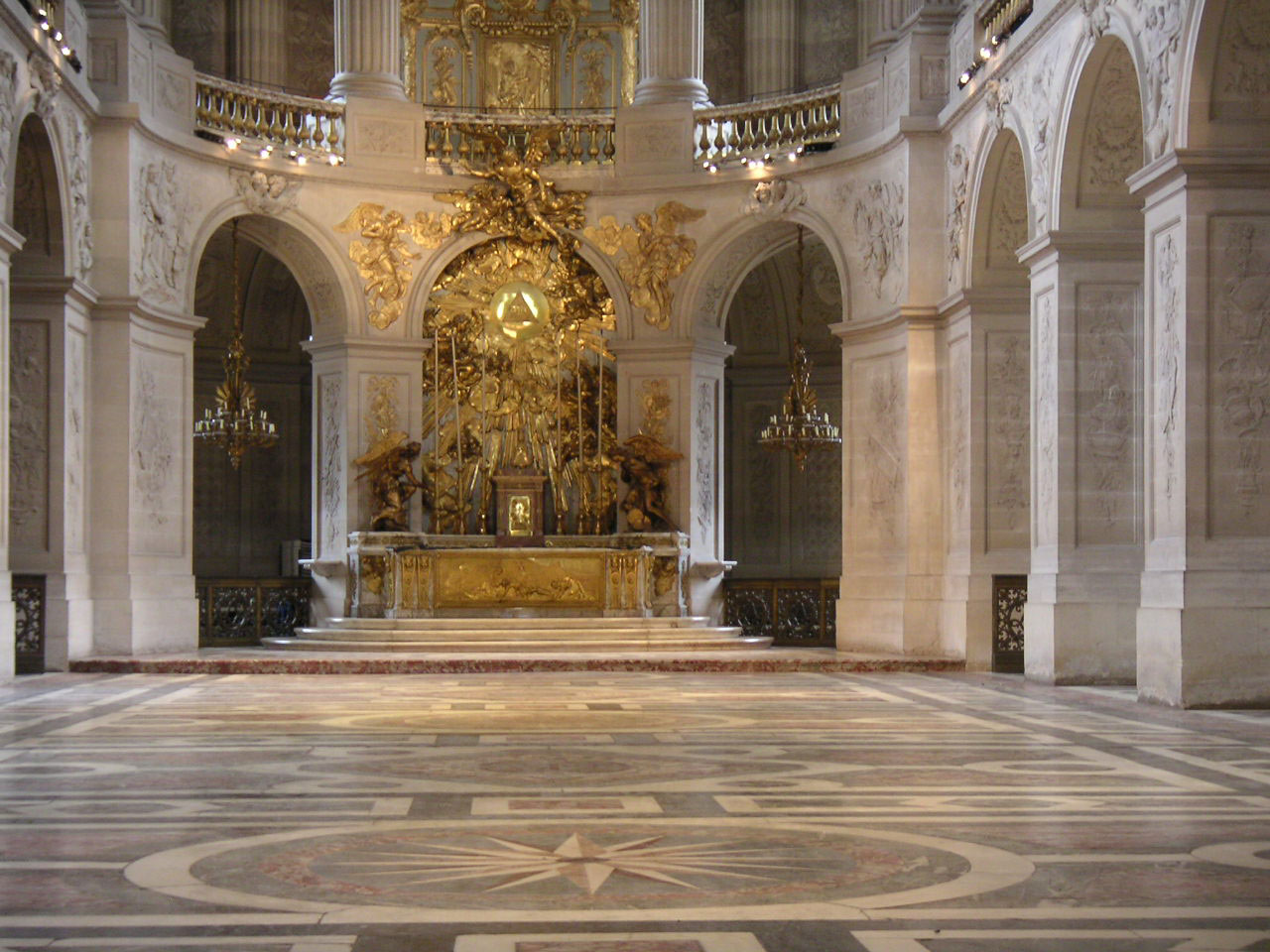
Le maître autel dans le décor de la chapelle royale achevé en 1710.

Afin de remplir le vœu fait par son père de consacrer le royaume à la Vierge, Louis XIV choisit deux lieux symboliques pour l'illustrer : le chœur de Notre-Dame de Paris et le maître autel de la chapelle royale de Versailles. On doit la conception du décor à Robert de Cotte. L’exécution des bronzes dorés du maître-autel revient entièrement à Corneille Van Clève.
Dans la gloire, trois anges voltigent autour du triangle au nom de Yahvé. L’un d’entre eux, suspendu à l’aplomb, déroule un phylactère où on peut lire : « Sanctum et terribile nomen ejus ». Sur les consoles de l’autel, deux chérubins en adorateurs invitent le spectateur à contempler le long relief de la Déploration sur le Christ mort. le décor de bronze des chapelles et autels secondaire autour de la nef et de la tribune est l’œuvre d’autres sculpteurs et fondeurs : Thierry, Sébastien Slodtz, Offenement, Chauveau, Pierre Lepautre, Antoine Vassé, Claude-Augustin Cayot, et Jean-Joseph Vinache, Martin Desjardins, Sautray, Langlois.    

## Les bronzes de collection du roi
Aménagé à partir de 1692 dans les appartements privés du roi, le salon Ovale de l’appartement de collectionneur était destiné à présenter d’importantes pièces en bronze. Situé entre le second cabinet des tableaux et la Petite Galerie, il occupait la place de l’actuel « cabinet des Dépêches » de Louis XV. Les pilastres corinthiens dessinés par Jules Hardouin-Mansart et réalisés sous la direction du sculpteur Noël Jouvenet, contribuaient à l’exaltation de ce lieu de passage. Les diagonales de l’espace étaient marquées par quatre niches destinées à  recevoir deux pièces en bronze importantes et provenant des collections royales ainsi que deux autres probablement commandées pour la circonstance : aux deux groupes de Jupiter foudroyant les titans et de Junon, dit aussi Chenets de l’Algarde répondaient les réductions de L’Enlèvement de Proserpine par Pluton d’après François Girardon et L’Enlèvement d’Orithye par Borée d’après Gaspard Marsy et Anselme I Flamen. 
Les bronzes de la Couronne, symboles respectifs du Feu et de l’Air, furent réalisés à Rome par l’Algarde pour le roi d’Espagne entre 1649 et 1654. Seul le groupe du Jupiter est actuellement localisé : il s’agit d’une fonte française, peut être d’après l’exemplaire de Mazarin. Ce monument pouvait rappeler le thème traité au Bosquet de l'Encelade à Versailles. Il en est de même pour les réductions de Girardon, de Gaspard Marsy et d’Anselme I Flamen qui rappelaient un ambitieux ensemble prévu pour les jardins de Versailles, et démantelé par l’aménagement du Parterre d’eau, définitif à partir de 1683.Ils symbolisaient eux aussi les éléments du Feu et de l’Air instaurant de la sorte un parallèle entre l’art romain et sa traduction française, plus contemporaine. D’autant que le groupe en marbre de François Girardon n’était pas encore sorti de l’atelier du sculpteurs : l’installation de sa réduction en bronze au salon Ovale constituait un évènement artistique de grande ampleur. Au centre du salon, se trouvait la réduction de la statue équestre du roi prévue pour Dijon. Toujours pas parvenue en place en 1693, la statue d’Etienne Le Hongre devait précéder tous les projets d’effigies équestres en province. Des sept réductions en bronze de la statue de Le Hongre qui ont été publiées, seulement deux, conservées dans des collections particulières pourraient correspondre par leur taille, au numéro 311 des bronzes de la Couronne, ainsi que celle qui a été récemment acquises par le musée national des châteaux de Versailles et de Trianon .
La petite galerie abritait un ensemble important de bronzes, dont quelques pièces provenant des dons de Charles Errard et de Le Nôtre. Le cabinet des Curiosités, aménagé dès 1682, comportait un certain nombre de sculptures. Les statuettes d’argent qui furent épargnées par les fontes de 1689 et 1709, étaient réparties dans l’ensemble de la pièce dans les niches d’angles, chacune étant garnie entre autres d’un groupe d’Enlèvement d’une Sabine  et sur les huit médailliers le long des parois de la pièce.  De nombreuses statuettes en bronze étaient disposées dans les niches d’angles . Aux collections initialement présentées se substituèrent  partiellement des sculptures offertes par Le Nôtre en 1693. 

### Les goûts personnels du roi
À la fin de son règne Louis XIV possédait une des plus belles collections de bronzes. Plus qu’un instrument de séduction, la collection est aussi un reflet des goûts personnels des monarques. Contrairement à ce qui a été avancé en 2008 dans le catalogue de l’exposition Bronzes Français de la Renaissance au Siècle des Lumières, les bronzes reflétaient les inclinaisons esthétiques du roi. Naturellement, comme roi, Louis XIV se devait d’être collectionneur. Toutefois comme homme, quelques indices laissent deviner un être passionné qui s’impliquait dans ses choix artistiques. Cela est sensible dans des espaces plus privés et voués à la délectation comme le salon Ovale ou le Cabinet de Curiosité précédemment évoqués : « il est toutefois possible de déceler un goût prononcé pour les œuvres en argent, qui échappèrent aux fontes successives, et en bronze ». Faute de source, il est difficile de définir avec précision quel a été le rôle exact de Louis XIV. Cependant plusieurs éléments confirment le goût du roi pour les bronzes : tout d’abord, il y a le nombre considérable de petits bronzes répartis entre la Petite Galerie (quarante-cinq), le Cabinet des Médailles (seize), le cabinet des Curiosités et, après, 1692, le salon Ovale. Leur localisation précise nous est connue grâce aux inventaires de 1707 et 1722. En 1689, le roi accepte le legs d’Errard, contenant plusieurs statuettes en bronze, alors que Louvois l’avait refusé avant lui. Enfin, en  1693, le roi ne conserva  du don de Le Nôtre que les petits bronzes et fit présent de la porcelaine au dauphin. En 1711, à la mort de ce dernier, Louis XIV devait récupérer neuf pièces en bronze qu’il lui avait offertes en 1681, tandis que le reste de la collection fut dispersé.  
Ainsi il est possible de définir trois catégories caractéristiques du gout personnel du roi : 
la première était représentée par les groupes. Le  premier ensemble, acquis en 1663 et provenant de la collection Hesselin, était composé de bronzes d’après Jean de Bologne, Pietro Tacca et Antonio Susini. Il fut complété entre 1672 et 1684 par un deuxième ensemble d’œuvres appartenant au maniérisme italien du XVIIe siècle. il était représenté par L’Enlèvement de Déjanire par le centaure Nessus d’après Antonio Susini, Hercule et le dragon d’après Jean de Bologne ainsi que par la statuette d’Hercule. Le prestige des thèmes héroïques et qualité des compositions tourbillonnantes pouvaient être à l’origine de la constance du goût royal. 
Les bronzes d’après l’antique forment le deuxième ensemble. Quelques réductions provenaient d’acquisitions notamment en 1663. Cependant l’essentiel provenait des legs de Charles Errard (1689) et surtout du don de Le Nôtre (1693). Les bronzes renvoyaient aux antiques romains mais également aux copies dans les jardins de Versailles. Le Taureau Farnèse, tout comme le Gladiateur Borghèse, incarnaient une référence majeure en sculpture. Les copies d’antiques réparties dans les jardins versaillais étaient rappelées par les réductions au sein du petit appartement. C’est le cas entre autres de l’Hercule Farnèse, une fonte provenant de la collection Le Nôtre, dont une version en marbre sculptée par Jean Cornu, ornait depuis 1688 le bosquet de l’Ile royale ; ou du groupe de Paetus et Arria, attribué à Giovanni Francesco Susini mais également présent dans le parterre de Latone sous la forme d’un marbre du sculpteur François Lespingola, aussi depuis 1688.
Enfin, la statue équestre où « le goût royal se portait à la rencontre de l’image que  le royaume se forgeait de son souverain » occupait une place privilégiée au centre du salon Ovale. La réduction de la statue prévue pour Dijon rappelait le modèle antique du Marc Aurèle capitolin. Deux autres réductions d’après la statue de Thomas Gobert étaient exposées dans l’appartement privé. L’œuvre, commandée en 1685 par le duc de Richelieu, montrait le roi en costume contemporain, sortant l’effigie royale de l’intemporalité. La première réduction était exposée dans l’anti-chambre en 1687 avant de passer à la petite galerie où elle était signalée en 1707. L’autre réduction, offerte par Gobert après 1695, présente une variante de l’originale où le roi est désormais héroïsé à l’antique.

## Sources
- Stéphane Castellucio, « Les Bronzes de la Couronne sous l’Ancien Régime » in Les Bronzes de la Couronne, sous la direction de Stéphane Castelluccio et Amaury Lefébure, [cat.expo, Paris, musée du Louvre, Hall Napoléon, 12 avril-12 juillet 1999], Paris, Réunion des Musées Nationaux, 1999, pp. 13-23
- Alexandre Maral, « La Sculpture en son jardin », in Versailles, sous la direction de Pierre Arizzoli-Clémentel, Citadelles & Mazenod, Paris, 2009, pp. 277-317.
- Alexandre Maral, « Les Sculptures en bronze de Louis XIV » et « Un Sanctuaire du bronze » in Louis XIV : l’homme et le roi, sous la direction de Nicolas Milovanovic et Alexandre Maral,  [cat. expo, Musée national des châteaux de Versailles et de Trianon, 19 octobre 2009-7 février 2010], Paris, Skira-Flammarion ; Versailles, Château de Versailles, 2009, p. 304 et p. 310.
- Françoise de La Moureyre, « Le Bronze sous Louis XIV » in Bronzes Français depuis la Renaissance au Siècle des Lumières, sous la direction de Geneviève Bresc-Bautier et Guilhem Scherf, [cat.expo, Paris, musée du Louvre, 22 octobre 2008 - 19 janvier 2009 ; New York, Metropolitain Museum of art, 23 février - 24 mai 2009 ; Los Angeles, J. Paul Getty Museum, 30 juin - 27 septembre 2009], Paris, musée du Louvre éditions, Somogy éditions d'art, 2008, pp. 228-236.